# Harumafuji Kōhei
Harumafuji Kōhei (japanisch 日馬富士 公平; geb. 14. April 1984 als Dawaanjamyn Bjambadordsch, mongolisch Даваанямын Бямбадорж in Ulaanbaatar, Mongolei) ist ein ehemaliger mongolischer Sumōringer. Zuletzt trat er in der japanischen Makuuchidivision an. Bis zum November 2008 kämpfte er unter dem Namen Ama Kōhei (jap. 安馬 公平). Im September 2012 wurde er zum 70. Yokozuna befördert, dem höchsten Rang im Sumō. Am 29. November 2017 trat er zurück.

## Karriere
Sein erstes Sumōturnier bestritt Ama im Januar 2001. 2004 erreichte er die Makuuchi-Division. Im Mai 2006 bestritt Ama sein erstes Turnier als Komusubi, konnte diesen Rang aber zunächst nicht halten. Seit seiner zweiten Beförderung zum Komusubi im März-Turnier 2007 kämpft Ama konstant in den Sanyaku-Rängen. Im Kyūshū-Basho 2008 erreichte er mit einer Bilanz von 13–2 ein Stechen um den Turniersieg gegen Hakuhō, das er jedoch verlor. Nach diesem Turnier wurde er zum Ōzeki ernannt, dem zweithöchsten Rang im Sumō, und änderte seinen Ringnamen von Ama in Harumafuji. Beim Natsu-Basho 2009 erreichte er mit einer Bilanz von 14–1 erneut ein Stechen gegen Hakuhō. Diesmal konnte er Hakuhō bezwingen und gewann sein erstes Turnier in der Makuuchi-Division. Sein zweites Turnier konnte er im Juli 2011 gewinnen. Im Juli 2012 stand er am letzten Tag Hakuhō gegenüber. Beide Kämpfer hatten bis zu diesem Zeitpunkt eine makellose Bilanz von 14 Siegen. Harumafuji bezwang seinen Gegner durch Yorikiri und konnte so sein drittes Turnier gewinnen. Auch im September 2012 schloss Harumafuji wieder 15–0 mit zwei Siegen Vorsprung vor seinem Verfolger Hakuhō ab, den er am letzten Tag in einem zweiminütigen Kampf niederringen konnte. Damit erfüllte er die Bedingungen für die Ernennung zum Yokozuna und wurde am 26. September 2012 vom Komitee des Verbandes in diesen Rang erhoben.
2013 war ein sehr Erfolgreiches Jahr für Harumafuji. Er gewann sowohl das Hatsu Basho im Januar, wie auch das Kyushu Basho und musste kein Make-Koshi hinnehmen.
2014 musste Harumafuji das Hatsu Basho verletzungsbedingt absagen. Weitere 10 Kämpfe musste er beim Aki Basho im September pausieren, konnte aber bei den anderen Turnieren jeweils 2-stellige Siegbilanzen erzielen.
2015 sah Licht und Schatten: Konnten die ersten 3 Turniere noch mit 2-stelligen Siegbilanzen abgeschlossen werden, musste Harumafuji das Turnier im Juli nach nur 2 Kämpfen wegen einer Ellenbogenverletzung vorzeitig verlassen und kehrte auch im September verletzungsbedingt nicht zurück. Das Novemberturnier konnte er dann aber für sich entscheiden.
2016 war wieder ein sehr erfolgreiches Jahr. Alle Turniere konnten mit positiver Siegbilanz abgeschlossen werden, das Juli-Turnier in Nagoja konnte er gewinnen.
2017 begann mit einer Verletzung in der Mitte des Januar-Turniers in Tokyo. Schmerzen im Bein fürten zur Aufgabe von Harumafuji. Die nächsten 4 Turniere liefen sehr gut, gekrönt vom Turniersieg im September. Es war sein 9. und auch letzter Turniersieg in der Makuuchi Division. Nach dem 3. Tag des November-Turniers trat er nicht mehr an und kündigte nach dem Turnier seinen Rücktritt an.
Mit circa 137 kg war Harumafuji ein unterdurchschnittlich schwerer Sumōringer in der Makuuchi-Division. Er war im Ring sehr schnell und ein sehr guter Techniker.
Am 13. November 2017 berichteten japanische Zeitungen über eine körperliche Auseinandersetzung zwischen Harumafuji und Maegashira Takanoiwa, die zu seinem Rücktritt am 29. November 2017 führte.

## Kampfstatistik
| Jahr | Hatsu basho, Tokyo (Januar) | Haru basho, Osaka (März) | Natsu basho, Tokyo (Mai) | Nagoya basho, Nagoya (Juli) | Aki basho, Tokyo (September) | Kyushu basho, Fukuoka (November) |
| ---- | --------------------------- | ------------------------ | ------------------------ | --------------------------- | ---------------------------- | -------------------------------- |
| 2001 | Mae-zumo                    | Jonokuchi 29 West 7-0 Y  | Jonidan 21 East 5-2      | Sandanme 88 West 5-2        | Sandanme 53 East 4-3         | Sandanme 42 East 4-3             |
| 2002 | Sandanme 28 West 4-3        | Sandanme 14 West 7-0 Y   | Makushita 15 West 2-5    | Makushita 27 West 2-5       | Makushita 46 East 5-2        | Makushita 26 West 2-5            |
| 2003 | Makushita 46 East 4-3       | Makushita 38 East 5-2    | Makushita 23 East 5-2    | Makushita 11 East 5-2       | Makushita 7 East 6-1         | Makushita 1 East 3-4             |
| 2004 | Makushita 2 West 4-3        | Juryo 12 East 10-5       | Juryo 7 East 6-9         | Juryo 9 East 9-6            | Juryo 4 East 11-4 Y          | Maegashira 14 West 8-7           |
| 2005 | Maegashira 13 East 8-6-1    | Maegashira 11 West 9-6   | Maegashira 9 East 8-7    | Maegashira 8 East 6-9       | Maegashira 11 East 9-6       | Maegashira 5 West 7-8            |
| 2006 | Maegashira 6 East 9-6       | Maegashira 2 East 8-7    | Komosubi 1 West 4-11     | Maegashira 4 East 6-9       | Maegashira 6 East 11-4 Y     | Maegashira 1 East 6-9            |
| 2007 | Maegashira 4 East 10-5      | Komosubi 1 East 8-7      | Sekiwake 1 West 8-7      | Sekiwake 1 West 7-8         | Komosub1 1 West 10-5         | Komosubi 1 East 10-5             |
| 2008 | Sekiwake 1 West 9-6         | Sekiwake 1 East 8-7      | Sekiwake 1 East 9-6      | Sekiwake 1 East 10-5        | Sekiwake 1 East 12-3         | Sekiwake 1 East 13-2             |
| 2009 | Oseki 3 East 8-7            | Oseki 2 West 10-5        | Oseki 1 West 14-1        | Oseki 1 East 9-6            | Oseki 2 East 9-6             | Oseki 2 East 9-6                 |
| 2010 | Oseki 1 West 10-5           | Oseki 1 East 10-5        | Oseki 1 East 9-6         | Oseki 1 West 10-5           | Oseki 1 East 8-7             | Oseki 2 East 0-4-11              |
| 2011 | Oseki 2 West 8-7            | abgesagt                 | Oseki 2 West 10-5        | Oseki 1 West 14-1 Y         | Oseki 1 East 8-7             | Oseki 1 West 8-7                 |
| 2012 | Oseki 2 West 11-4           | Oseki 1 West 11-4        | Oseki 1 East 8-7         | Oseki 2 West 15-0 Y         | Oseki 1 East 15-0 Y          | Yokozuna 1 West 9-6              |
| 2013 | Yokozuna 1 West 15-0 Y      | Yokozuna 1 East 9-6      | Yokozuna 1 West 11-4     | Yokozuna 1 West 10-5        | Yokozuna 1 West 10-5         | Yokozuna 1 West 14-1 Y           |
| 2014 | Yokozuna 1 East 0-0-15      | Yokozuna 1 West 12-3     | Yokozuna 1 West 11-4     | Yokozuna 1 West 10-5        | Yokozuna 2 East 3-2-10       | Yokozuna 2 East 11-4             |
| 2015 | Yokozuna 2 East 11-4        | Yokozuna 1 West 10-5     | Yokozuna 1 West 11-4     | Yokozuna 1 West 1-1-13      | Yokozuna 2 East 0-0-15       | Yokozuna 2 East 13-2 Y           |
| 2016 | Yokozuna 1 East 12-3        | Yokozuna 1 East 9-6      | Yokozuna 2 East 10-5     | Yokozuna 2 East 13-2 Y      | Yokozuna 1 East 12-3         | Yokozuna 1 East 11-4             |
| 2017 | Yokozuna 1 West 4-3-8       | Yokozuna 2 East 10-5     | Yokozuna 2 East 11-4     | Yokozuna 1 West 11-4        | Yokozuna 1 West 11-4 Y       | Yokozuna 1 East 0-3-12 Rücktritt |
|      |                             |                          |                          |                             |                              |                                  |
| INFO | Grün = Turniersieg          | Rot = Rücktritt          |                          |                             |                              |                                  |